# Магомајев (ТВ серија)
Магомајев је руска драмска ТВ серија у продукцији филмске компаније Амедиа. 
Премијера мини-серије одржана је од 9. до 19. марта 2020. године на руском Првом каналу. У Србији се ова серија приказивала на РТС-у. 

## О серији
Према речима креатора серије, за писање сценарија је било потребно четири године, а за читав пројекат укупно шест година.  Тамара Иљинична Сињавскаја (удовица Магомајева) била је укључена у припрему сценарија и избор глумаца. У синхронизацији серије коришћени су прави снимци песама које је изводио Магомајев. 
Серија се одиграва крајем 1960-их, на врхунцу периода стагнације. Истакнути представник совјетске естраде, Муслим Магомајев, већ пету годину живи са Анжеликом Ларином, својом женом, уредницом музичких програма Централне телевизије. Већ неколико година овај однос не иде како треба. Једног дана, док је снимао концертни програм, Муслим Магомедович упознаје шармантну и талентовану певачицу Тамару Сињавскују и заљубљује се у њу. Између звезде Бољшој театра у успону и краља совјетске сцене почиње афера која се развија у велику љубав. Иако се растају, судбина поново убрзо спаја љубавнике, овог пута у Паризу. 
Серија је номинована за најпрестижнију руску кинематографску награду Златни орао. 

## Улоге
У главним глумачким улогама су Милош Биковић (Муслим Магомајев), Ирина Антоненко и Светлана Устинова. 